# Igor Sergeyev
Igor Dmitriyevich Sergeyev (em russo: Игорь Дмитриевич Сергеев; Lysychansk, 20 de abril de 1938 – Moscou, 10 de novembro de 2006) foi um oficial militar soviético e posteriormente russo que foi Ministro da Defesa da Rússia de 22 de maio de 1997 a 28 de março de 2001. Antes disso, ele foi Comandante das Forças de Mísseis Estratégicos de 26 de agosto de 1992 a 22 de maio de 1997. Ele foi o primeiro e, em 2025, o único marechal da Federação Russa. 

## Biografia

### Carreira
Sergeyev se formou na Escola Nº 22 em Makiivka em 1955. De 1955 a 1960, ele estudou na faculdade militar, onde se formou com honras. Após a formatura, ele foi nomeado comandante do esquadrão de testes de mísseis balísticos da 37ª divisão de mísseis balísticos. De 1962 a 1963, atuou como vice-comandante da parte técnica da bateria de mísseis balísticos. Em 1963, foi nomeado assistente do chefe do serviço de engenharia do regimento de mísseis balísticos. De 1965 a 1968 foi vice-comandante de armamento do batalhão de mísseis balísticos. Em 1968, ele se tornou vice-comandante do esquadrão de prontidão para combate e treinamento de combate da divisão de mísseis balísticos. De 1970 a 1971 foi chefe do estado-maior do 351º regimento de mísseis balísticos. 
De 1971 a 1973, Sergeyev estudou na Academia Militar das Forças de Mísseis Estratégicos da União Soviética, onde se formou com honras. Após a formatura, ele foi nomeado comandante do 543º regimento de mísseis balísticos. Em 1975, foi nomeado chefe do Estado-Maior e – mais tarde – comandante da 46.ª divisão de mísseis balísticos. 
De 1978 a 1980, Sergeyev estudou na Academia Militar do Estado-Maior General das Forças Armadas da URSS. Após a formatura, ele foi nomeado chefe do Estado-Maior do 43º Exército de Mísseis Balísticos. Em 1983, foi nomeado chefe da Diretoria de Operações do Estado-Maior das Forças de Mísseis Estratégicos da União Soviética. Em 1985, foi nomeado primeiro vice-chefe do Estado-Maior das Forças de Mísseis Estratégicos da União Soviética. De 1989 a 1992, serviu como vice-comandante-chefe para treinamento de combate das Forças de Mísseis Estratégicos da União Soviética. 
Pelo Decreto do Presidente da Federação Russa de 19 de agosto de 1992 nº 905, Sergeyev foi nomeado Comandante-em-Chefe das Forças de Mísseis Estratégicos da Rússia. Em 13 de agosto de 1996, foi promovido a general do exército. 
Em 1994, Sergeyev recebeu o título acadêmico de doutor em ciências técnicas com uma tese sobre sistemas de controle de combate. 

### Ministro da Defesa

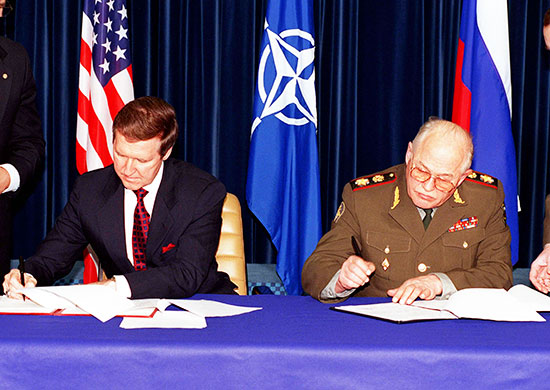
Sergeyev com o Secretário de Defesa dos EUA, William Cohen, assinando um acordo de cooperação, 1997

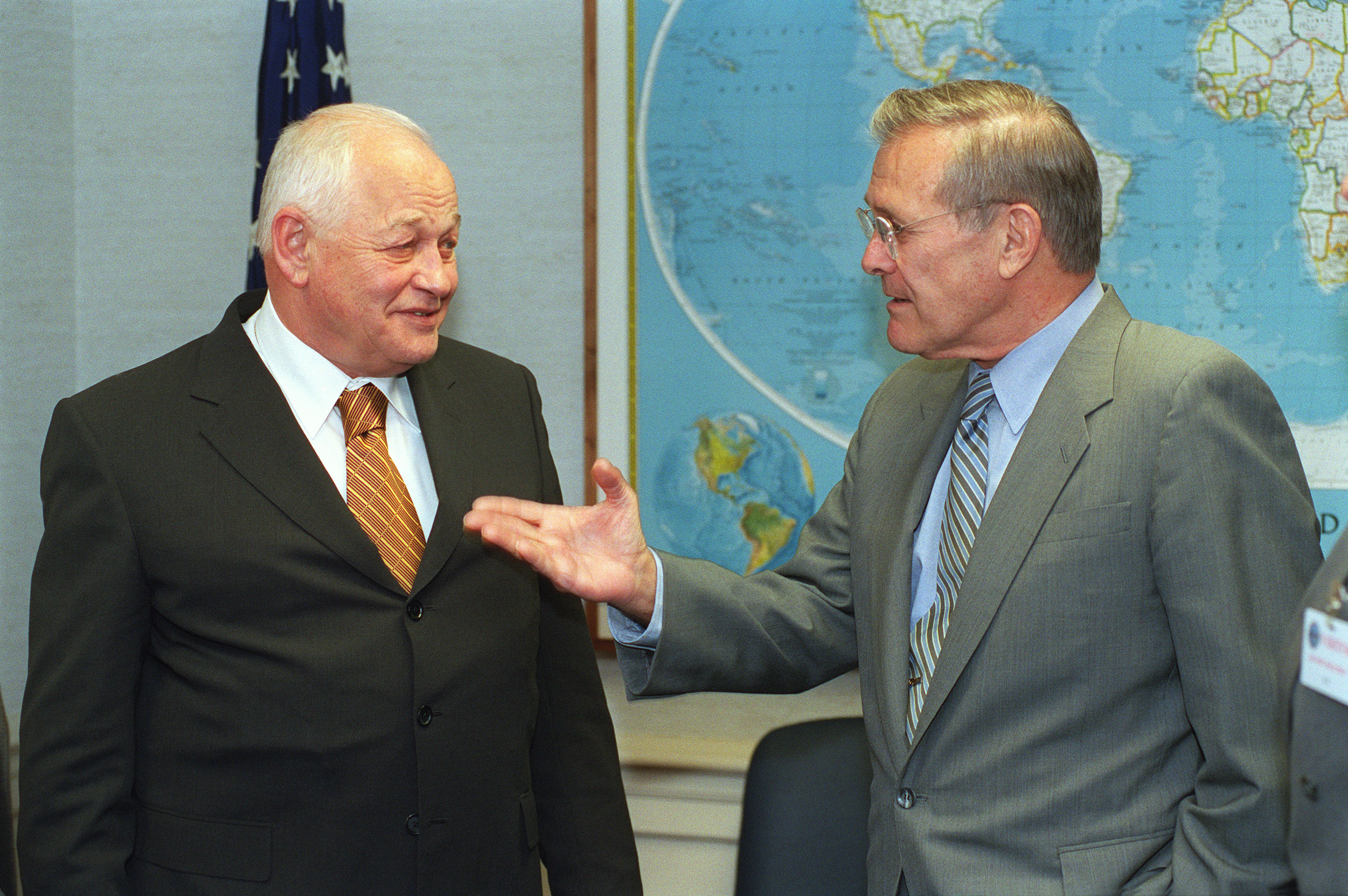
Sergeyev no Pentágono com o Secretário Donald Rumsfeld, 2001

Em 22 de maio de 1997, Sergeyev foi nomeado Ministro da Defesa da Rússia em 1997 pelo Presidente da Rússia Boris Iéltsin.   Foi promovido a Marechal da Federação Russa em 21 de novembro de 1997. 
O marechal Sergeyev aceitou a reforma dentro de um orçamento limitado e sob controle político civil. O número de estabelecimentos educacionais militares foi reduzido significativamente em relação aos níveis anteriores, que não haviam mudado desde os tempos soviéticos. Várias divisões do exército receberam o status de "prontidão permanente", o que supostamente as levaria a ter até 80% de efetivo e 100% de equipamentos. Sergeyev direcionou a maior parte de seus esforços para promover os interesses das Forças de Mísseis Estratégicos. Todas as forças espaciais militares foram absorvidas pelas Forças de Foguetes Estratégicos, e o Quartel-General das Forças Terrestres foi abolido. As Forças Aerotransportadas sofreram algumas reduções, enquanto a Infantaria Naval só escapou devido ao seu desempenho competente na Chechênia. Grande parte do dinheiro disponível para aquisição foi investido na aquisição de novos foguetes. 

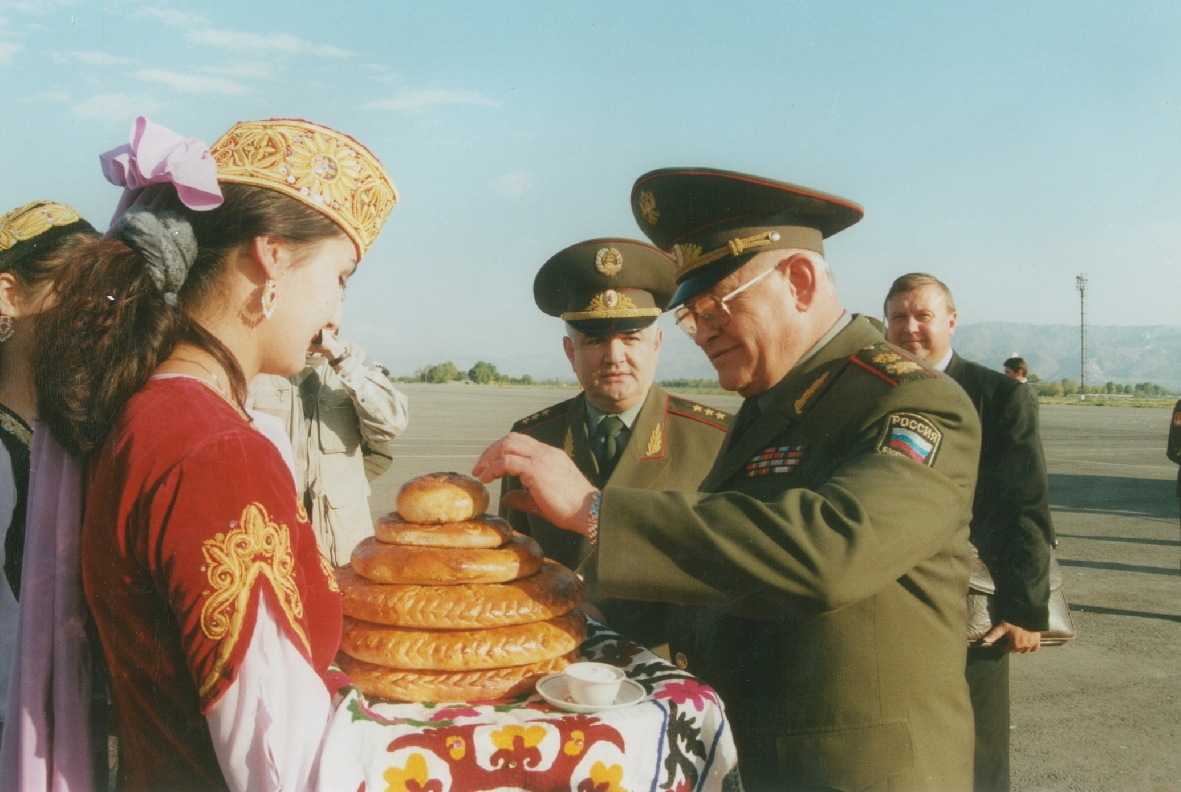
Sergeyev com o coronel-general tadjique Sherali Khayrulloyev em Duxambé.

Em dezembro de 1999, o marechal Sergeyev chamou a ampliação da OTAN, por si só, de uma ameaça à segurança coletiva global e europeia e à política mundial. Ele enfatizou particularmente a mobilização e o uso de forças da OTAN fora da área sem um mandato das Nações Unidas ou da OSCE como uma ameaça que desvaloriza medidas de construção de confiança, tratados de controle de armas e segurança. 
Sergeyev foi demitido do cargo de ministro da Defesa em março de 2001 e foi substituído por Sergei Ivanov.

### Morte
Sergeyev morreu em 10 de novembro de 2006 de hemoblastose.  Ele foi enterrado no Cemitério Troyekurovskoye. 

## Controvérsias
O marechal Sergeyev é responsabilizado por alguns por não ter agido eficazmente durante a Guerra do Daguestão em 1999, mas também é elogiado pelo fato de os militares russos terem capturado a capital chechena, Grozny, em 2000, durante a Segunda Guerra na Chechênia.  No entanto, os conflitos em andamento no sul do país causaram alguma preocupação sobre sua eficácia depois que Vladimir Putin se tornou presidente.

## Honrarias e prêmios

### Nacionais

#### Federação Russa
- Herói da Federação Russa (27 de outubro de 1999) [13]
- Ordem por Mérito à Pátria, 2ª classe (28 de março de 2001) [14]
- Ordem do Mérito Militar (1995)
- Ordem de Honra (20 de abril de 2003)
- Medalha de Júkov
- Medalha "Em Comemoração do 850º Aniversário de Moscou"

#### Igreja Ortodoxa Russa
- Ordem do Santo Grão-Duque Justo Demétrio Donskoi

#### União Soviética
- Medalha do Jubileu "50 Anos das Forças Armadas da URSS"
- Medalha do Jubileu "60 Anos das Forças Armadas da URSS"
- Medalha do Jubileu "70 Anos das Forças Armadas da URSS"

- Medalha "Veterano das Forças Armadas da URSS"

- Medalha "Por Serviço Impecável" 1ª, 2ª e 3ª Classes

- Medalha Jubileu "Vinte Anos de Vitória na Grande Guerra Patriótica 1941-1945"

- Medalha do Jubileu "Em Comemoração ao 100.º Aniversário do Nascimento de Vladimir Ilitch Lenin"

- Ordem pelo Serviço à Pátria nas Forças Armadas da URSS, 3ª Classe (1976)

- Ordem da Estrela Vermelha (1982)

- Ordem da Revolução de Outubro (1987)
- Ordem da Bandeira Vermelha do Trabalho (1988)

### Estrangeiras
- Quirguistão: Ordem de Manas, 3ª Classe (20 de dezembro de 1999)
- Iugoslávia: Ordem da Estrela Iugoslava, 1ª Classe (23 de dezembro de 1999)

## Legado
Em 2017, uma rua no distrito de Kuntsevo, em Moscou, recebeu o nome do marechal Sergeyev.  